# 明多陸安
在托爾金（J. R. R. Tolkien）的《魔戒三部曲》裡，明多陸安（Mindolluin）或明多陸安山
（Mount Mindolluin）是中土大陸的虛構山峰。明多陸安是伊瑞德尼姆拉斯（Ered Nimrais）東端的山峰，明多陸安山下是米那斯提力斯（Minas Tirith）。
在魔戒三部曲：王者再臨裡，亞拉岡（Aragorn）加冕成為伊力薩王（Elessar）後，甘道夫帶亞拉岡通過一條古老的小路，來到明多陸安的山腳。他在瘠地上發現聖白樹（White Tree of Gondor）的樹苗。亞拉岡將它植在聖泉宮（Court of the Fountain），象徵重生。